# حرشة عراس (الطرش لمظافرة)
حرشة عراس هو حي، يقع بمدينة جرسيف إقليم جرسيف، جهة الشرق في المملكة المغربية  يقدر عدد سكانه بـ 2452 نسمة حسب الإحصاء الرسمي للسكان والسكنى لسنة 2004.

## روابط خارجية
- البوابة الوطنية للجماعات الترابية نسخة محفوظة 12 مارس 2018 على موقع واي باك مشين.
- المندوبية السامية للتخطيط